# Lijst van opperrabbijnen van Drenthe
Dit is een lijst van opperrabbijnen van het synagogaal ressort Drenthe
| Ambtsperiode    | Naam opperrabbijn        | Bijzonderheden |
| --------------- | ------------------------ | -------------- |
| 1852 - 1880     | Jeremias Samuel Hillesum |                |
| 1888 - ca. 1895 | Tobias Tal               | a.i.           |
| ca. 1895 - 1905 | Abraham van Loen         | a.i.           |
| 1905 - 1915     | Mozes Monasch            |                |
| 1915 - 1918     | Lion Wagenaar            | a.i.           |
| 1918 - 1935     | Justus Tal               |                |
| 1935 - 1945     | Abraham Salomon Levisson |                |